# سیچان‌جوق
سیچان‌جوق (به ترکی آذربایجانی: Sychandzhuk) یک منطقهٔ مسکونی در جمهوری آذربایجان است که در جمهوری خودمختار نخجوان واقع شده‌است.